# Anton von Colloredo
Anton Graf von Colloredo-Melz und Wallsee (* 14. November 1707; † 17. März 1785 in Wien) war k.k. Feldmarschall und Großprior des Malteserordens in Ungarn.

## Leben

### Herkunft
Seine Eltern waren der Graf Hieronymus von Colloredo (1674–1726) und dessen Ehefrau Johanna Charlotte, geborene Kinsky von Wchinitz und Tettau (1675–1755). Sein Vater war von 1714 bis 1717 Landeshauptmann in Mähren und dann Gouverneur in Mailand und erwarb das Oberst-Erbtruchseßamt für seine Familie. Sein Bruder Rudolf Josef (1706–1788) wurde 1763 zum Reichsfürsten erhoben.

### Karriere
Colloredo war von Jugend an für das Militär bestimmt. Er schloss sich am 11. September 1724 den Malteserrittern an und trat 1728 in das kaiserliche Heer ein. Er stieg schnell auf, im Jahr 1737 war er bereits Oberst bei Infanterieregiment „Teutschmeister“, am 22. August 1742 wurde er General-Feldwachtmeister und 1744 Inhaber des Infanterieregiments Nr. 20.
Er kämpfte mit dem Regiment 1747 in Italien und verteidigte den Col di Assietta. Nach dem Österreichischen Erbfolgekrieg wurde er 1749 k. k. wirklicher Geheimer Rat und am 22. Juli 1749 Feldmarschallleutnant sowie 1754 mit Rang vom 14. Juli 1752 Generalfeldzeugmeister. Er kämpfte auf den Schlachtfeldern von Ungarn und Italien sowie in den Feldzügen gegen Frankreich und Preußen.
Nach dem Siebenjährigen Krieg wurde er 1766 zum Ober-Direktor der k. k. Militär-Akademien ernannt. Er nutzte die Stellung, um die Akademien neu zu strukturieren. So wurden unnötige Lehrfächer abgeschafft und stattdessen neue aufgenommen. Als das Akademiegebäude in der Wiener Neustadt durch das Erdbeben von 1768 beschädigt wurde, errichtete er innerhalb von 3 Jahren ein neues in vergrößerter Form. Auch die ersten Grundzüge und Vorschriften für diese Anstalten stammen von ihm. Das erste und einzige gedruckte Akademie-Reglement vom 1775 ist seine Schöpfung.
Daneben war er von 1768 bis 1771 Botschafter des Großmeisters von Malta am k. k. Hof und ab 1777 Großprior von Ungarn. Nachdem er 1785 in Wien gestorben war, wurde er in der Familiengruft in der Franziskanerkirche St. Hieronymus in Wien beigesetzt.